# Robert Beale
Robert Hughes Beale (Maidstone, 8 gennaio 1884 – Dymchurch, 5 ottobre 1950) è stato un calciatore inglese, di ruolo portiere.

## Carriera
Robert Hughes "Bobby" Beale è stato un calciatore inglese che ha giocato come portiere. Nato a Maidstone, Kent, ha giocato nella Lega Sud per Brighton & Hove Albion Football Club e Norwich City Football Club prima di entrare in Football League nel Manchester United nel 1912. Dopo la prima guerra mondiale, è tornato alla Lega del sud nel Gillingham Football Club. Beale ha iniziato la sua carriera con il suo club natale, Maidstone United, agli inizi del XX secolo. Nel 1905, ha firmato per Brighton & Hove Albion, prima di trasferirsi a Norwich City tre anni dopo. Nel maggio del 1912, è stato comprato dal Manchester United per £275. Ha fatto 105 presenze con il club della Football League, e ha giocato una volta per la XI Football League in un match inter-league rappresentativo, ma la sua carriera nella Football League si concluse con la prima guerra mondiale.
Quando il calcio competitivo riprese, si è unito al Gillingham, della Football League meridionale. Iniziò la stagione del 1919-1920 come portiere titolare del club, ma perse il suo posto dopo 12 partite e tornò al suo primo club, Maidstone United. Anche il figlio di Beale, Walter, ha avuto una carriera di calciatore e firmato per l'ex squadra di suo padre, il Manchester United, nel maggio 1938, ma non ha mai giocato per la prima squadra.